# Centrul istoric al Florenței

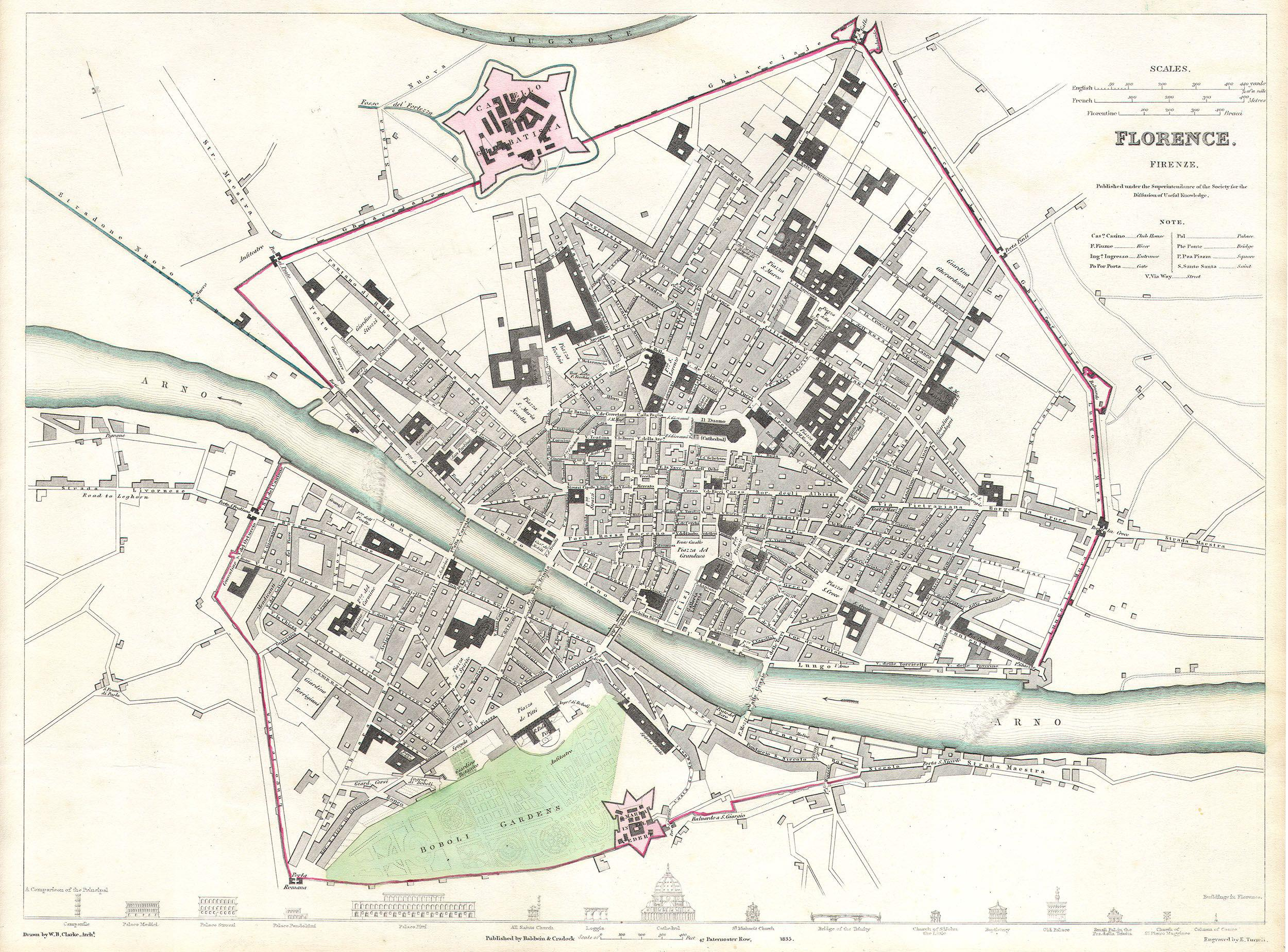
1835 Harta orașului Florența, încă în mare parte în limitele centrului său medieval.

Centrul istoric din Florența face parte din cartierul 1 al orașului italian Florența. Acest cartier a fost numit un sloc al Patrimoniului Mondial de către UNESCO în 1982.
Construit pe locul unei așezări etrusce, Florența, simbolul Renașterii, rose to economic and cultural pre-eminence în perioada lui Medici în secolele XV și XVI. 600 de ani de activitate artistică extraordinară pot fi văzute mai ales în catedrala din Santa Maria del Fiore, Biserica Santa Croce, Palatul Uffizi și Palatul Pitti, lucrarea marilor maestri ca Giotto, Brunelleschi, Botticelli și Michelangelo.

## Aspectul
Închis în bulevardele trasate pe vechile ziduri medievale, centrul istoric al Florenței colectează cele mai importante situri ale patrimoniului cultural al orașului. Delimitată de circuitul de perete din secolul al XIV-lea, construit datorită puterii economice și comerciale atinse la acea vreme, și-a cunoscut splendoarea maximă în următoarele două secole.
Centrul spiritual al orașului este Piazza del Duomo cu Catedrala Santa Maria del Fiore, flancată de Campanile lui Giotto și îndreptată spre Baptistria Sfântului Ioan cu "Porțile Paradisului" de Lorenzo Ghiberti. De aici spre nord se află Palazzo Medici Riccardi de Michelozzo, Bazilica Sfântului Lawrence de Filippo Brunelleschi, cu jertfele prețioase ale lui Donatello și Michelangelo. Mai mult decât atât, Muzeul San Marco cu capodopere de Fra Angelico, Galeria Accademia care găzduiește, printre alte lucrările, David de Michelangelo (1501-1504) și Piazza della Santissima Annunziata cu Loggia Inocentilor de Filippo Brunelleschi. 
La sud de Duomo se află centrul politic și cultural al Florenței cu Palazzo Vecchio și galeria Uffizi din apropiere, lângă care se află Muzeul Bargello și Bazilica Sfintei Cruci. Trecând prin Ponte Vecchio, ajungem la cartierul Oltrarno cu Palazzo Pitti și Grădinile Boboli. Încă în Oltrarno, există Basilica Duhului Sfânt de Filippo Brunelleschi și Biserica Santa Maria del Carmine, cu fresce de la Masolino, Masaccio și Filippino Lippi.
În zona de vest a Duomo se află palatul impozant Palazzo Strozzi (casă de mari expoziții și instituții culturale) și Bazilica Santa Maria Novella, cu fațada proiectată de Leon Battista Alberti.
Orașul vechi poate fi apreciat în întregime de dealurile din jur, în special de Forte Belvedere, de la Piazzale Michelangelo cu bazilica romană din San Miniato al Monte și de dealurile din Fiesole, care oferă una dintre cele mai frumoase priveliști ale văii Arno.
- Piazza della Signoria

Inima vietii sociale in Florenta antica (Fintina lui Neptun, Balconul familiei Lanzi, Monumentul ecvestru al lui Cosimo I' de Medici)
- Balconul familiei Lanzi

Construit original ca locatie pentru ceremonii publice, gazduieste numeroase lucrari antice de sculptura si din epoca renascentista.
- Palazzo Vecchio

Rezidenta familiei Prio, are la intrare o copie a sculpturii lui Michelangello, David. In interior se gaseste Curtea Michelozzo, Salonul din anul 500, studioul lui Francesco I si colectia de sculptura si picturi "Opera Regasita".
- Palatul del Bargello

Cartierul general pentru conducatorul poporului. In curtea interioara se gaseste muzeul national.
- Muzeul National "del Bargello"

Cel mai important muzeu din lume pentru sculptura renescentista. In interior se gasesc Sala Sculpturii din secolul XVI, un hol cu lucrari de Michelangello, San Sovino, Cellini, Gian Bologna si alti artisti. la etajele superioare se gasesc Sala Donatello, Colectii de Arte Minore, Capela Podesta, sala Giovanni della Robbia, sala Andrea della Robia si sala Verrocchia.
- Palazzo Davanzati

Palat tipic Florentin. In interior se gaseste Muzeul Casei Florentine, cu mobilier din secolul XVI. Reprezinta imaginea unei case renascentiste.
- Domul

Catedrala proiectata de Arnolfo Dicambio peste care sprijina cupola lui Brunelleschi. 
Catedrala initiala S. Reparata se gaseste in camerele subterane.
- Giotto Campanile

Turnul care gazduieste clopotul proiectat de Giotto in secolul XIV. Accesul pe terasa se face din interior.
- Baptisteriul

Decorat in exterior de cele trei usi de bronz; Impresionantele "Porti ale Paradisului" de Ghiberti. In interior se gasesc mozaicurile care urmeaza forma octogonala a catedralei. 
- Muzeo dell'Opera del Duomo

Gazduieste numeroase lucrari originale in biserica Santa Maria del Fiore si pe turnul care gazduieste clopotul lui Giotto: opera Pietta a lui Michellangelo, Magdalena de Donatello.
- Biserica Orsanmichelle

A fost initial cartierul general pentru piata de cereale.

## Patrimoniul mondial
În 1982, ICOMOS a propus centrul istoric al Florenței ca sit al Patrimoniului Mondial.

## Galerie

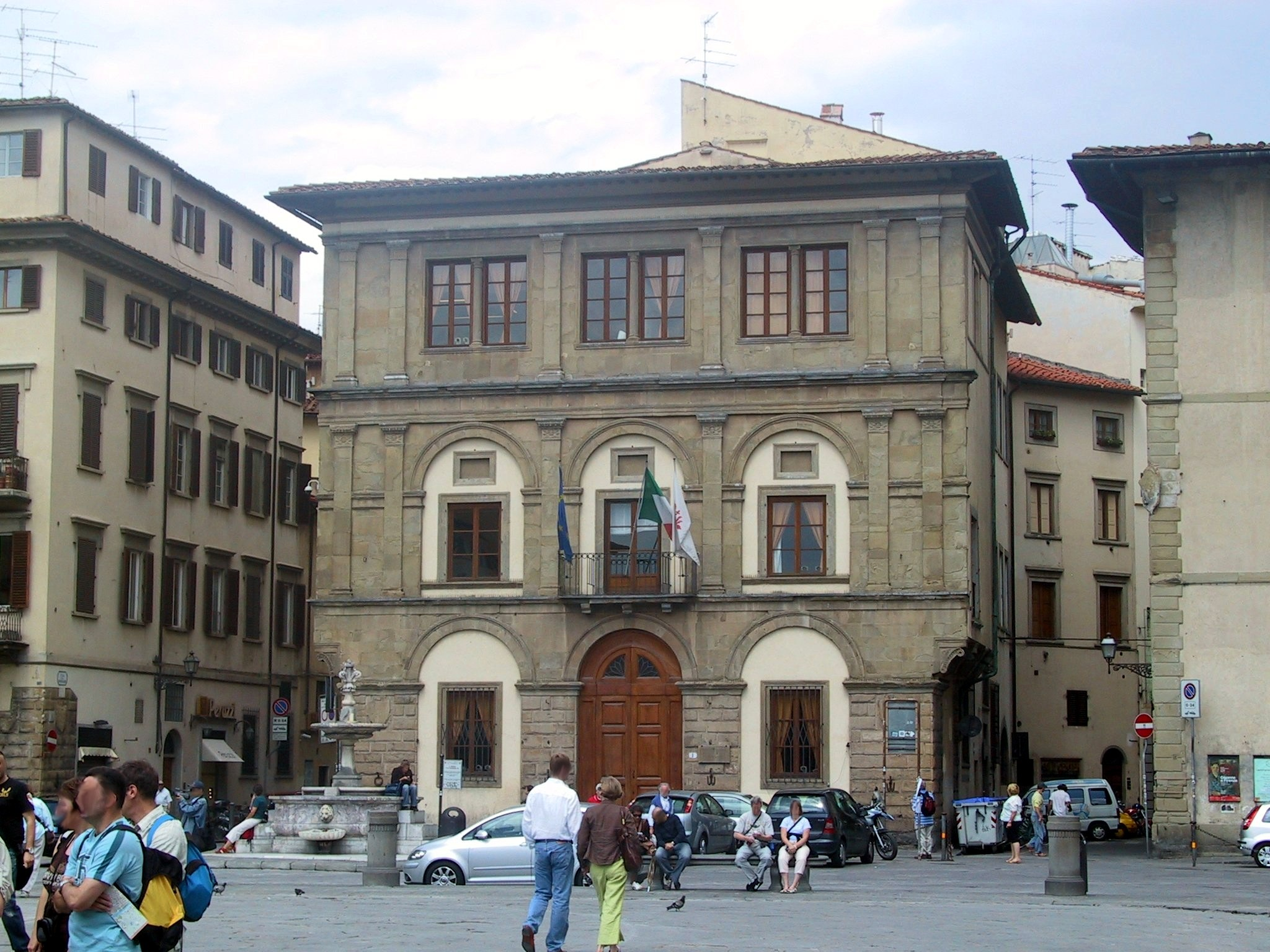
Palatul Cocchi Serristori din Piața Santa Croce
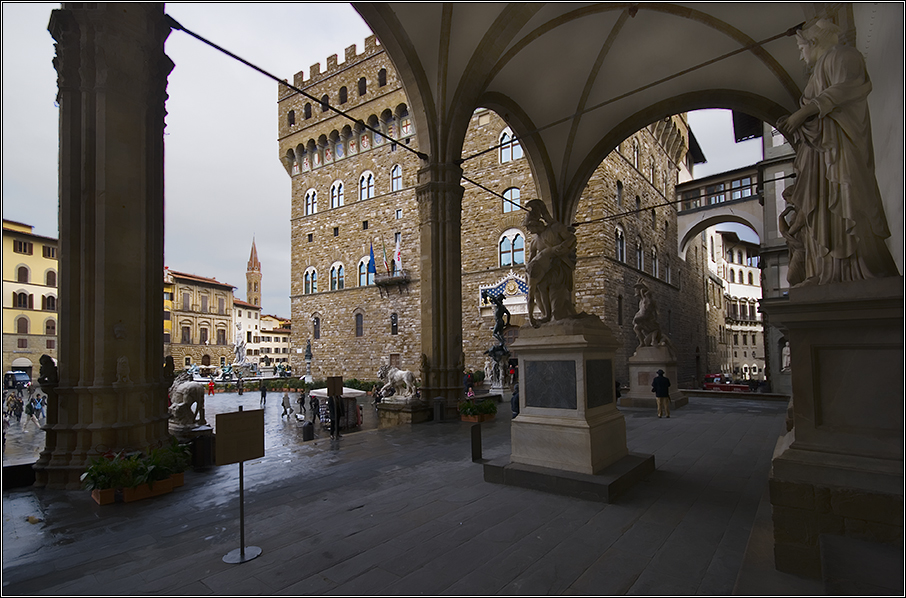
Piazza della Signoria
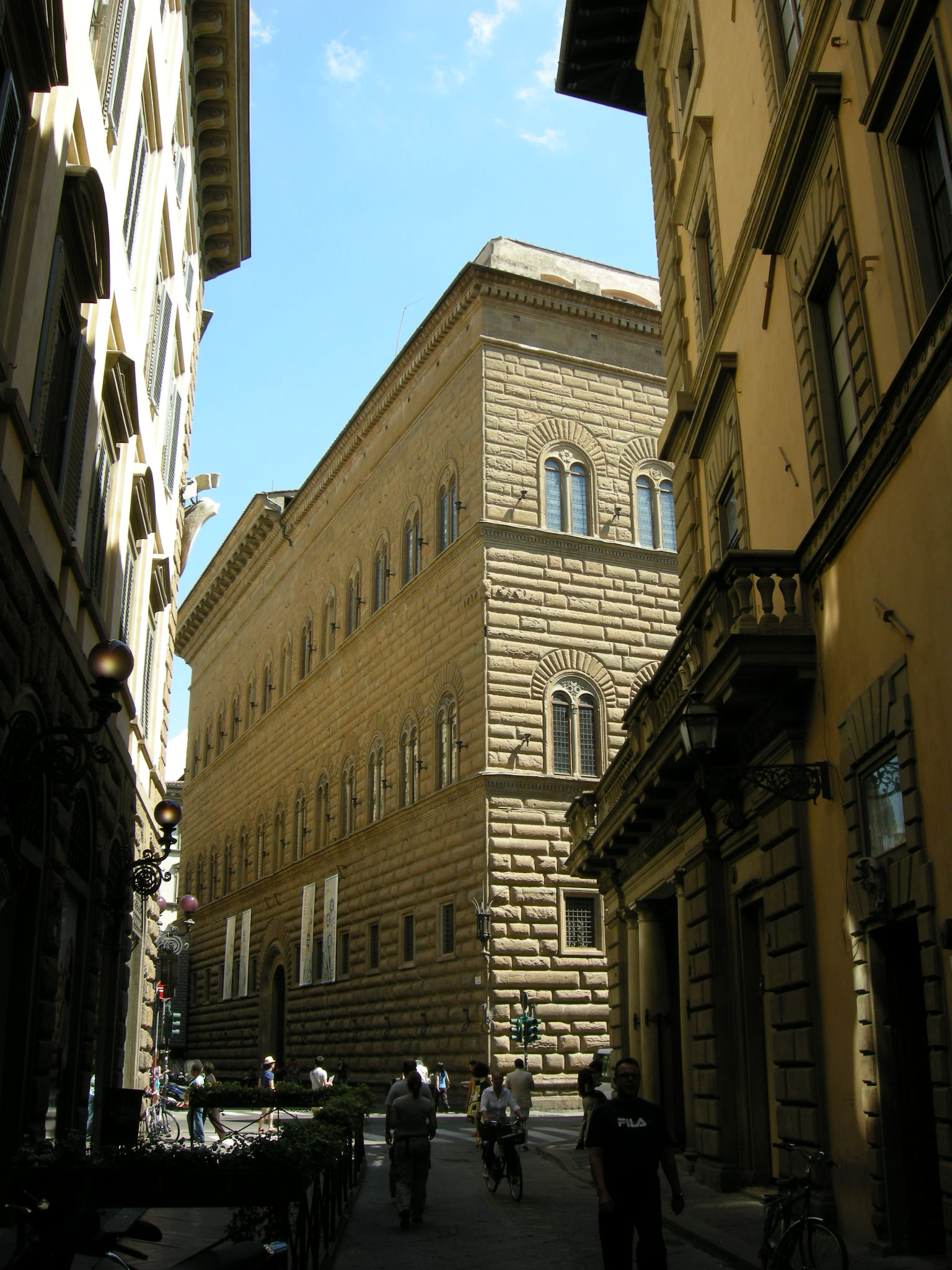
Palazzo Strozzi
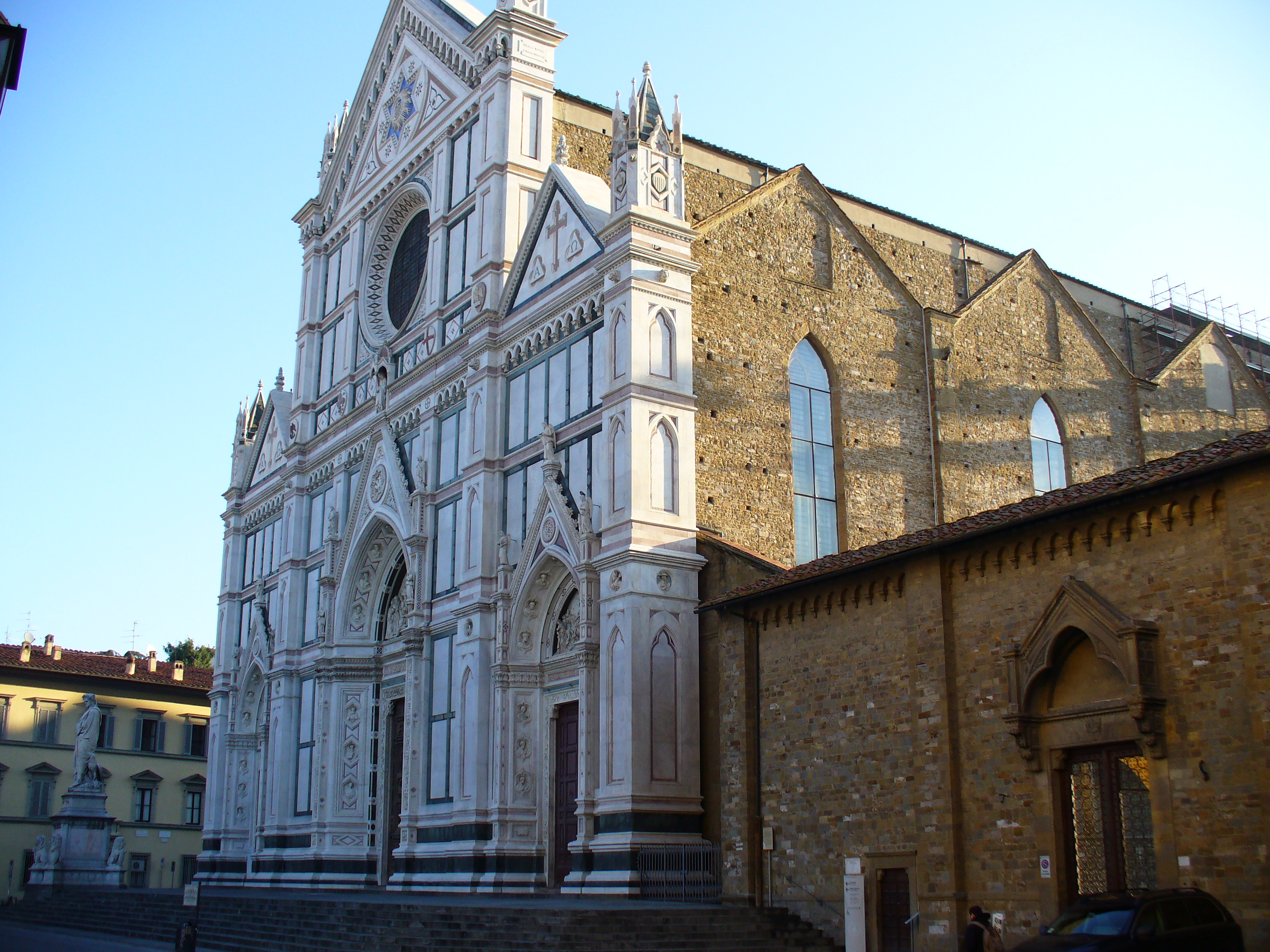
Bazilica Santa Croce
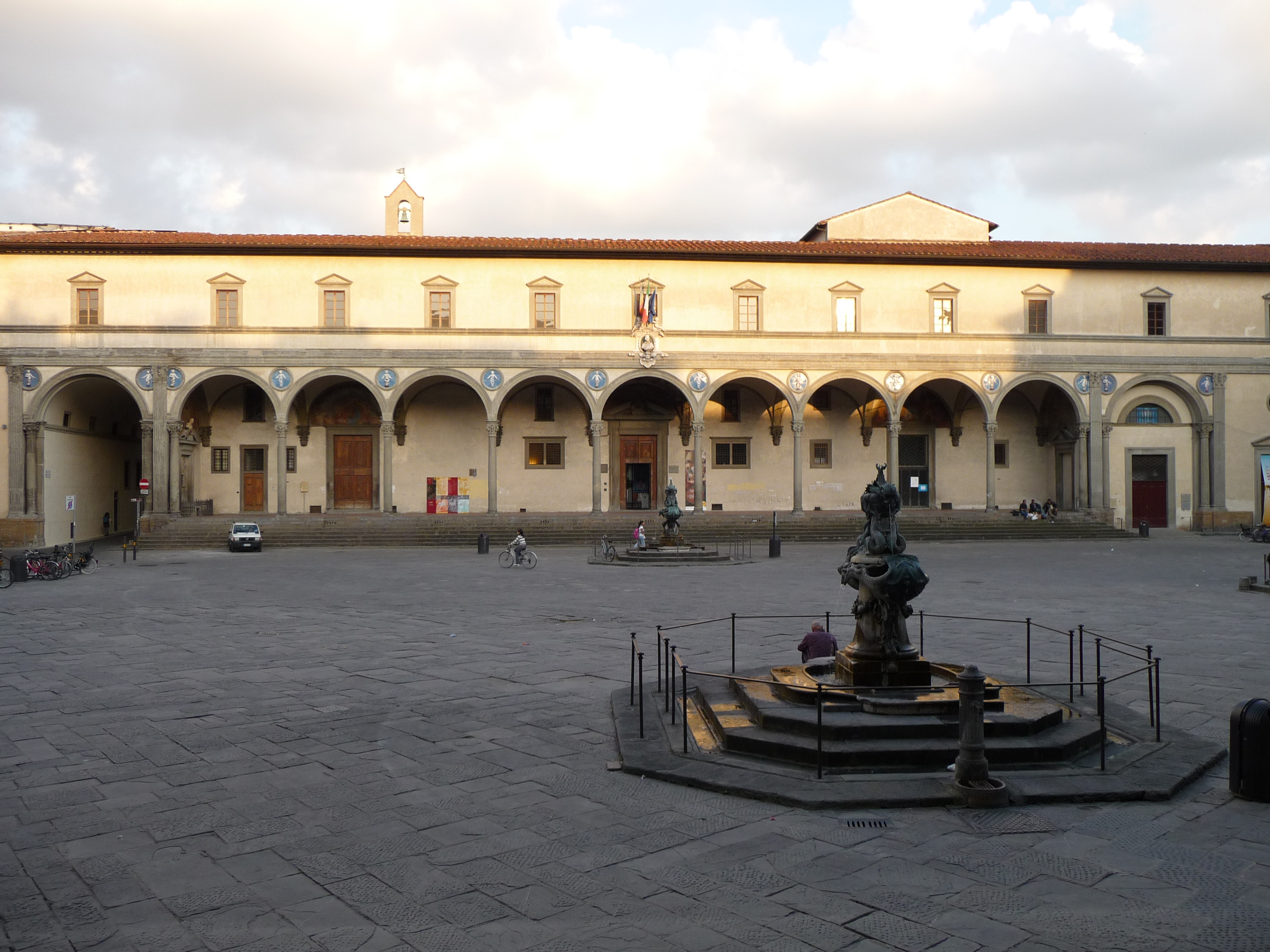
Spitalul pentru copii (Spedale degli Innocenti)
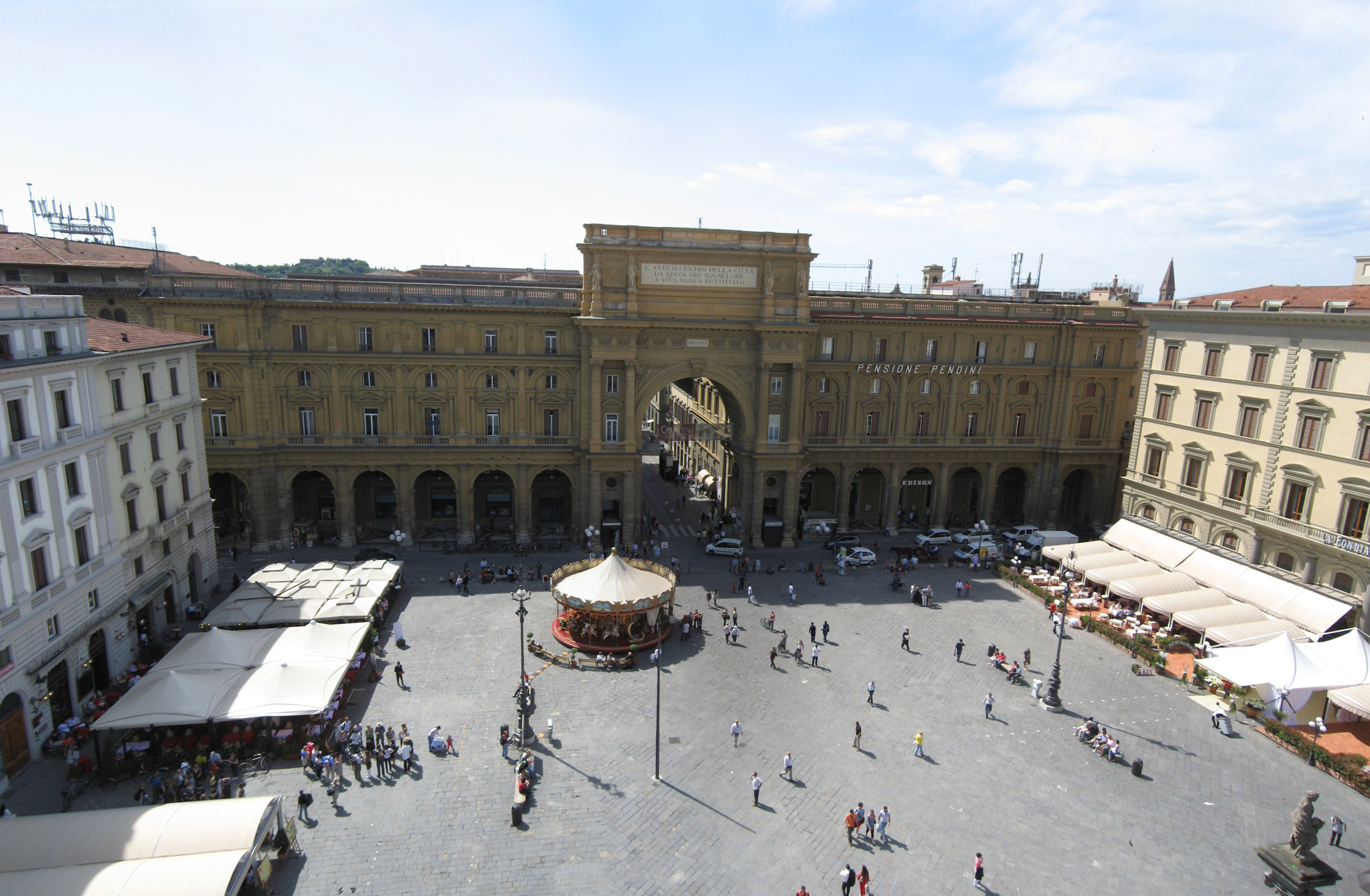
Piața Republicii (Piazza della Repubblica)
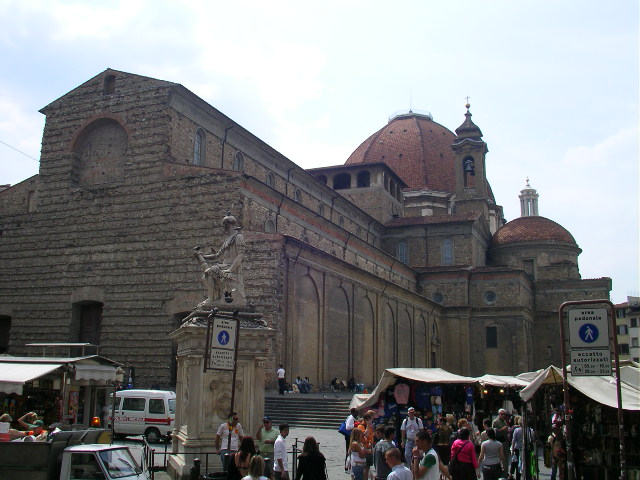
Piața Sf. Laurențiu (Piazza San Lorenzo)